# 民兴泡
民兴泡是一个位于中华人民共和国吉林省通榆县的湖泊，面积约为2.5平方千米，平均水深约为1米。